# مقاطعة قلعه غنج
مقاطعة قلعه غنج (بالفارسية: شهرستان قلعه گنج) هي مقاطعة في محافظة كرمان في إيران. عاصمة المقاطعة هي قلعه غنج. انفصلت عن مقاطعة كهنوج في عام 2005. في تعداد عام 2006م، بلغ عدد سكان المقاطعة 69,008 نسمة في 14,649 عائلة. تنقسم المقاطعة إلى ناحيتين: الناحية المركزية و
ناحية جاه دادخدا. وفي المقاطعة مدينة واحدة هي: قلعه غنج.